# Монтекозаро
Монтекозаро (італ. Montecosaro) — муніципалітет в Італії, у регіоні Марке,  провінція Мачерата.
Монтекозаро розташоване на відстані близько 185 км на північний схід від Рима, 35 км на південь від Анкони, 15 км на схід від Мачерати.
Населення — 7067 осіб (2014).
Щорічний фестиваль відбувається 10 серпня. Покровитель — святий мученик Лаврентій.

## Демографія
Населення за роками:

Станом на 1 січня 2023 року в муніципалітеті офіційно проживало 509 іноземців з 42 країн, серед них 61 громадянин країн Євросоюзу та 19 громадян України.

## Сусідні муніципалітети
- Чивітанова-Марке
- Монтегранаро
- Монтелупоне
- Морровалле
- Потенца-Пічена
- Сант'Ельпідіо-а-Маре